# Файлообменник
Файлообменник, файлхостинг или файловый хостинг — служба, предоставляющая пользователю место под его файлы и круглосуточный доступ к ним через web, как правило по протоколу http. Такой сервис позволяет удобно «обмениваться» файлами. На специальной странице файлообменника (чаще всего на главной) пользователь загружает файл на сервер файлообменника, а файлообменник отдает пользователю постоянную ссылку, которую он может рассылать по e-mail, публиковать в блогах, на форумах или пересылать через системы IM.

## Бизнес-модель
Файлообменники зарабатывают двумя основными способами:
- Показом рекламы. Обычно файлообменники вводят искусственную паузу, когда пользователи запрашивают файл. В течение некоторого времени (обычно 30 −120 сек.) пользователю показывается реклама, и только потом отдается файл.
- Продажей премиум-аккаунтов (premium accounts). За несколько десятков долларов в год пользователь может купить право скачивать файлы сразу, без рекламы и задержек, с полной или повышенной скоростью (многие файлообменники значительно ограничивают скорость загрузки). Он также получает некоторые другие преимущества, недоступные обычным пользователям, такие как скачивание файлов в несколько потоков и возможность докачки.
- Некоторые файлообменники имеют партнерские программы.

## Заработок
Схема заработка для пользователей у многих файлообменников в раннем периоде была примерно одинаковая: зарегистрированный пользователь загружает на сервер файл, который имеет уникальный URL. Пользователь для достижения наибольшего заработка старается разместить ссылку на свой файл на как можно большем количестве сайтов. Как правило, это варезные сайты, форумы, а также спам- и ICQ-рассылка. За каждую тысячу скачиваний уникального файла, владелец сервера выплачивает пользователю деньги (от 2 долларов США), причем, чем больше файл, тем больше он «сто́ит». К примеру, за файл размером от 1 МБ до 4МБ, пользователь получает 2$[когда?] за 1000 скачиваний, а за файл размером от 250 МБ до 2 ГБ — 50$ за 1000 скачиваний.
Некоторые из файлообменников готовы делиться прибылью с активными пользователями, выплачивая им деньги за количество загрузок файлов, залитых этими пользователями.

## Мультизагрузка
Наряду с большим количеством файлообменников, существуют и сервисы мультизагрузки, которые помогают пользователю загрузить файл на несколько других файлообменников. В этом случае пользователю нужно загрузить файл один раз, но в итоге он получает несколько рабочих ссылок.